# Coccothrinax alta
La palma de abanico o palma plateada, (Coccothrinax alta) es una especie de palmera originaria de América.

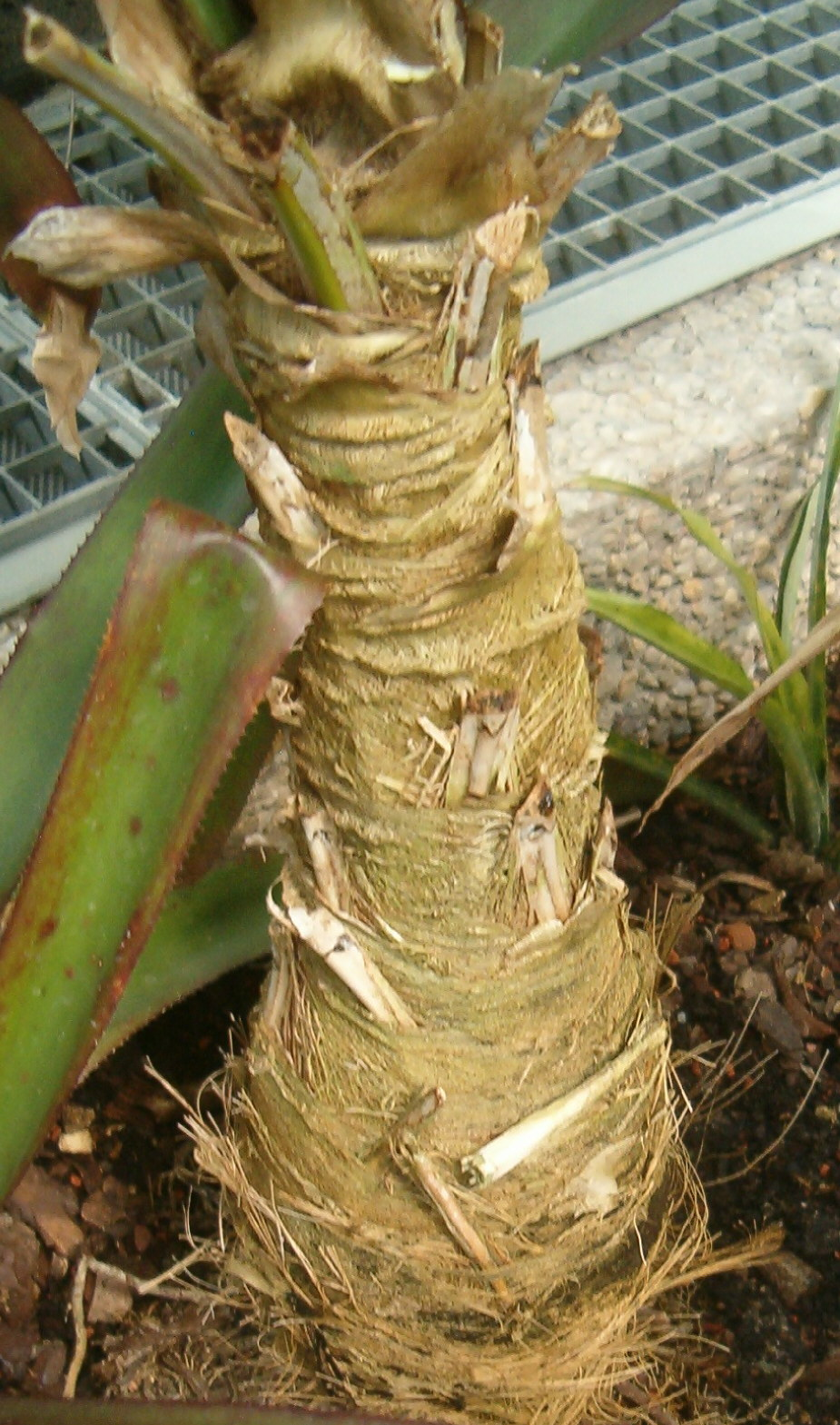
Detalle del tronco

## Descripción
Coccothrinax alta alcanza un tamaño de 3 a 15 m de alto con tronco de 5 a 12 cm de diámetro y corteza gris levemente agrietada. La copa está compuesta por 8 a 15 hojas con forma de abanico de  1 m de largo y ancho y con pecíolos largos. Estas no tienen vena central, son hendidas profundamente más allá del centro en numerosos segmentos estrechos y doblados. El haz es verde mate o lustrosa y el envés de color plateado con escamas diminutas.
Florece en primavera. Produce numerosas flores pequeñas en racimos grandes muy ramificados. Los frutos (drupas) redondos de 1,25 cm son de color negro azul. Estos son jugosos y con una semilla de superficie acanalada.

## Distribución y hábitat
Se encuentra en el Bosque Estatal de Cambalache, Guajataca, Río Abajo, Susúa y Vega. Crece sobre sustratos  de calizas en el  norte de  Puerto Rico, y en sustratos volcánicos en las islas al este de Puerto Rico. También en las islas puertorriqueñas de  Vieques y Culebra; Saint Croix, Saint Thomas y Saint John en las Islas Vírgenes de los Estados Unidos; y en  Guana, Tórtola y Virgen Gorda en las  Islas Vírgenes Británicas.

## Taxonomía
Coccothrinax alta fue descrita por (O.F.Cook) Becc. y publicado en Webbia 2: 331. 1908.
Etimología
Coccothrinax: nombre genérico que deriva probablemente de coco = "una baya", y la palma Thrinax nombre genérico.
alta: epíteto latino que significa "alta".
Sinonimia
- Coccothrinax eggersiana Becc.
- Coccothrinax eggersiana var. sanctae-crucis Becc.
- Coccothrinax latifrons (O.F.Cook) Becc.
- Coccothrinax sanctae-thomae Becc.
- Thrincoma alta O.F.Cook	basónimo
- Thringis latifrons O.F.Cook
- Thringis laxa O.F.Cook[6][7]